# Teotitlán del Valle
Teotitlán del Valle är en kommun i Mexiko.   Den ligger i delstaten Oaxaca, i den sydöstra delen av landet, 400 km sydost om huvudstaden Mexico City.
Följande samhällen finns i Teotitlán del Valle:
- Santa Cecilia
- Colonia Ricardo Flores Magón